# 馬尾海軍学校

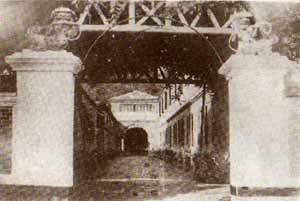
馬尾海軍学校正門

馬尾海軍学校（ばびかいぐんがっこう）は1913年（民国2年）から1946年（民国35年）まで存在した中華民国海軍の海軍将校の養成を目的とした教育機関である。

## 概要
馬尾海軍学校、又は福州海軍学校は中華民国海軍が福建省福州においた海軍士官学校で、その前身は沈葆楨が設立した福建船政学堂である。本校の卒業生は中華民国海軍四大派閥のうちの閩系（福建派）と呼ばれている。
1913年に旧船政后学堂を馬尾海軍学校に改組（旧船政学堂は海軍製造学校に改組）、海軍部に属した。1926年に海軍制造学校と海軍飛潜学校（1920年設立）が同時に馬尾海校に合併した。1928年には煙台海軍学校が閉校となったが、その最後の生徒が当校に編入となった。支那事変期には湖南省湘潭市、貴州省桐梓県、四川省重慶市等に移転を繰り返した。終戦後の1946年に上海にあった南京国民政府の海軍軍官学校と合併し閉校となった。
1913年から1946年の間で、馬尾海校では全24期458名の卒業生が、航海、機関、造船、軍用化学等の専門科に分かれて学んだ。本校の校長には王桐、張斌元、陳兆鏘、沈覲宸、夏孫鵬、杜錫圭、朱天森、李孟彬、高憲申等が歴任した。

## 参考資料
1. 1 2  張福将、張慧編『中国海軍百科全書 下冊』P1324 （海潮出版社、1998年） ISBN 7801510410
2. 1 2  “馬尾海校”.   中国軍艦博物館. 2011年4月28日閲覧。